# Julie Wilson
Julie May Wilson (Omaha (Nebraska), 21 de octubre de 1924 - Nueva York, 5 de abril de 2015) fue una cantante y actriz estadounidense considerada como la "reina del cabaret". Fue nominada al Premio Tony a la mejor actriz de reparto en un musical en 1989 por su actuación en Legs Diamond.

## Primeros años
Wilson nació en Omaha (Nebraska), hija de Emily (nacida Wilson), una modista, y Russell Wilson, un vendedor. Primero encontró una salida musical con el grupo musical local "Hank's Hepcats" en su adolescencia y asistió brevemente a la Universidad de Omaha. Ganó el título de Miss Nebraska y compitió por el título de Miss America, hasta que se descubrió que no tenía 18 años por lo que no podía participar. Se fue a Nueva York durante la Segunda Guerra Mundial y encontró trabajo en nightclubs de Manhattan: el Latin Quarter y el Copacabana. La columnista Hedda Hopper, en 1948, se refirió a Wilson como el descubirmiento de "Kay Thompson" y que había sido testada por Arthur Freed en la Metro."

## Carrera

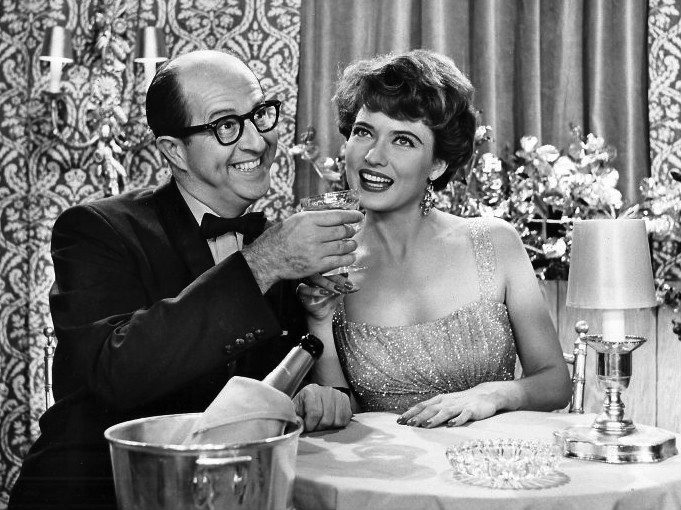
Wilson con Phil Silvers En un episodio del The Phil Silvers Show en 1958

Su debut en Broadway fue en 1946 con Three to Make Ready. En 1951, se trasladó a Londres para protagonizar en West End la producción de Kiss Me, Kate con la que estuvo en cartel en cuatro años, y apareció en otros proyectos como South Pacific y Bells Are Ringing mientras estudiaba en el Royal Academy of Dramatic Arts. Volvió a Nueva York para sustitutir a Joan Diener en Kismet. Intervino en obras de Broadway como The Pajama Game (1954), Jimmy (1969), Park (1970) y Legs Diamond (1988), por el que recibió una nominación a los Premios Tony como mejor actor revelación en un musical. Hizo giras con Show Boat, Panama Hattie, Silk Stockings, Follies, Company y A Little Night Music.
En 1957, Wilson cantó con Ray Anthony y su orquesta, contribuyendo a las canciones de la banda sonora en el film This Could Be The Night. Wilson también tuvo un papel en ese film, como la cantante Ivy Corlane. Ese mismo año aparece como Rosebud en The Strange One  junto a Ben Gazzara. Su participación en Wilson incluyen papeles habituales en la soap opera The Secret Storm, en Hallmark Hall of Fame y en numerosos episodios del The Ed Sullivan Show.

## Vida persona
El 18 de octubre de 1954, se casó con el agente Barron Reynolds Polan en Arlington County. Se divorciaron en diciembre de 1955 y un mes después, el 29 de diciembre de 1955, se casó con su segundo marido, el productor Harvey Goldstein Bernhard en Las Vegas.
Con su tercer marido, el actor y productor Michael McAloney, Wilson tuvo dos hijos, Holt y Michael, Jr.. Cuando el matrimonio acabó, Wilson se retiró para estar con ellos. Holt McAloney también se ha dedicado a la actuación con el nombre de Holt McCallany mientras que Michael McAloney Jr. murió en 1991.
En 1983, volvió al mundo del cabaret y grabando discos como My Old Flame, Live From the Russian Tea Room, Julie Wilson At the St. Regis, así como versiones de canciones de Cole Porter, Kurt Weill, Harold Arlen, Cy Coleman, Stephen Sondheim, y George y Ira Gershwin. 
Julie Wilson sufrió un ataque al corazón el 5 se abril de 2015 en Manhattan y murió ese mismo día a la edad de 90 años.